# Boršov nad Vltavou
Boršov nad Vltavou (jusqu'en 1950 : Boršov ; en allemand : Payreschau, précédemment : Bareschau) est une commune du district de České Budějovice, dans la région de Bohême-du-Sud, en République tchèque. Sa population s'élevait à 2 031 habitants en 2023.

## Géographie
Boršov nad Vltavou est arrosé par la Vltava et se trouve à 7 km au sud-ouest de České Budějovice et à 129 km au sud de Prague.

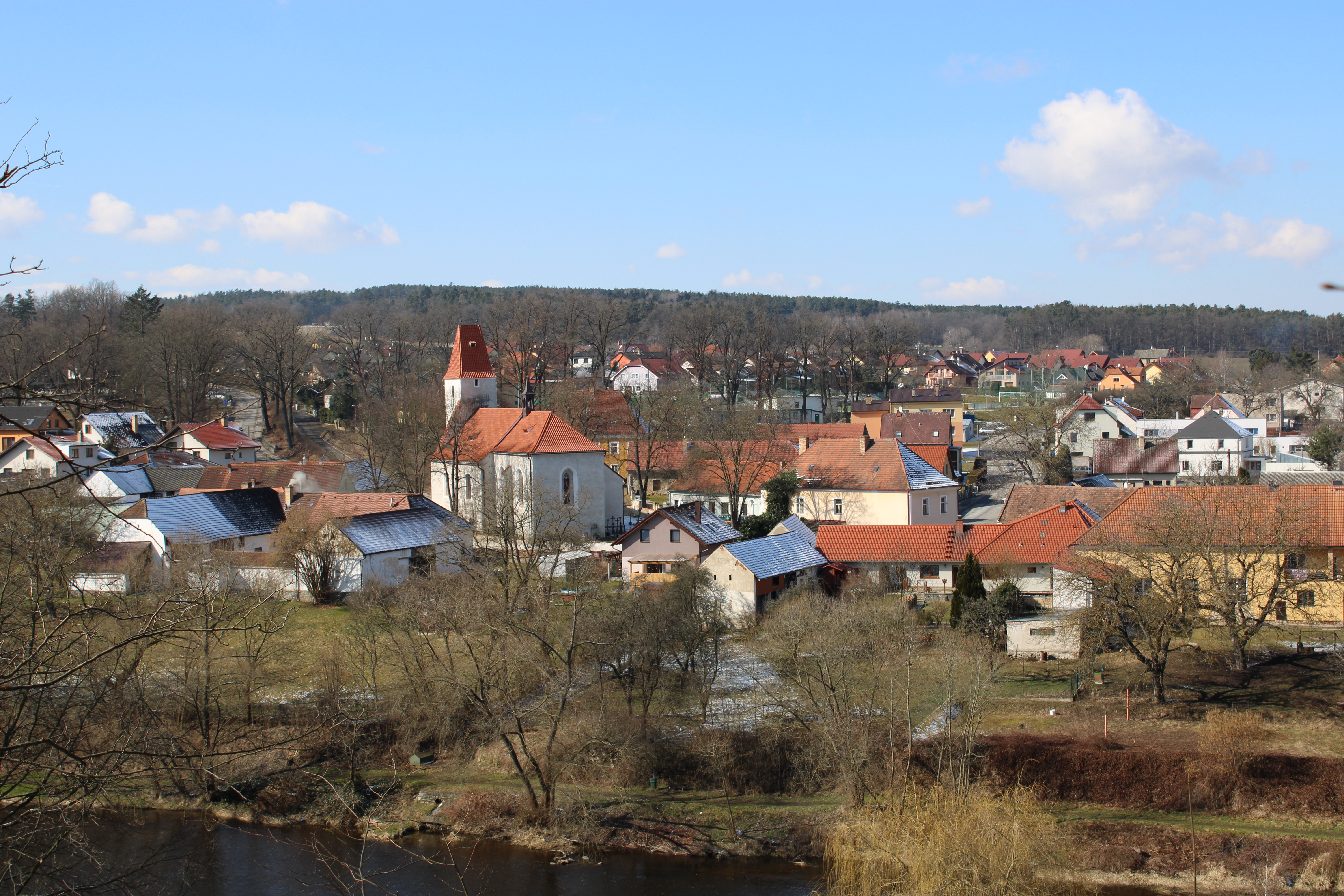
Boršov nad Vltavou : vue générale.

La commune est limitée par Homole et Planá au nord, par České Budějovice et Včelná à l'est, par Kamenný Újezd au sud et par Vrábče à l'ouest.

## Histoire
La première mention écrite du village date de 1261.

## Galerie

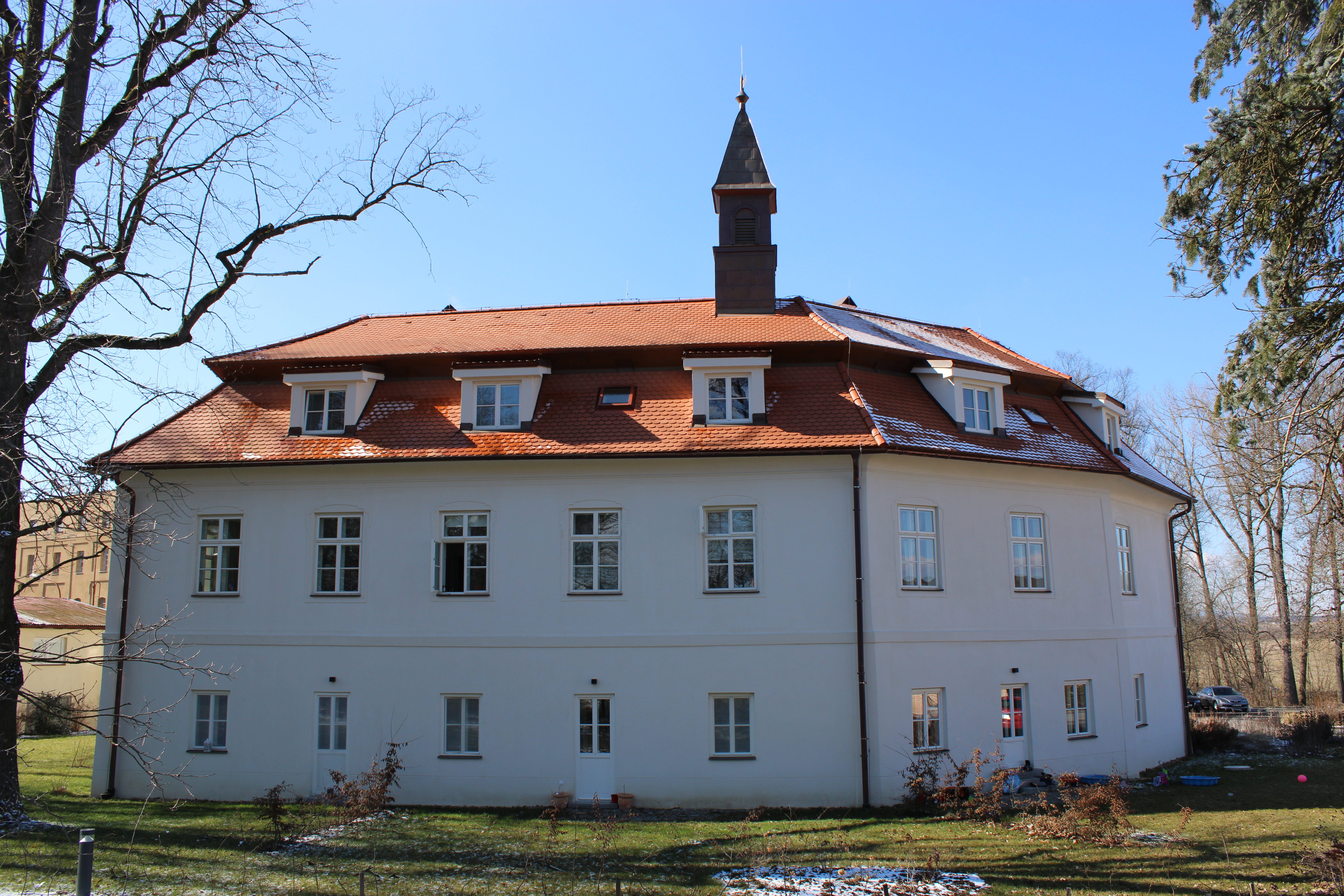
Château de Poříčí.
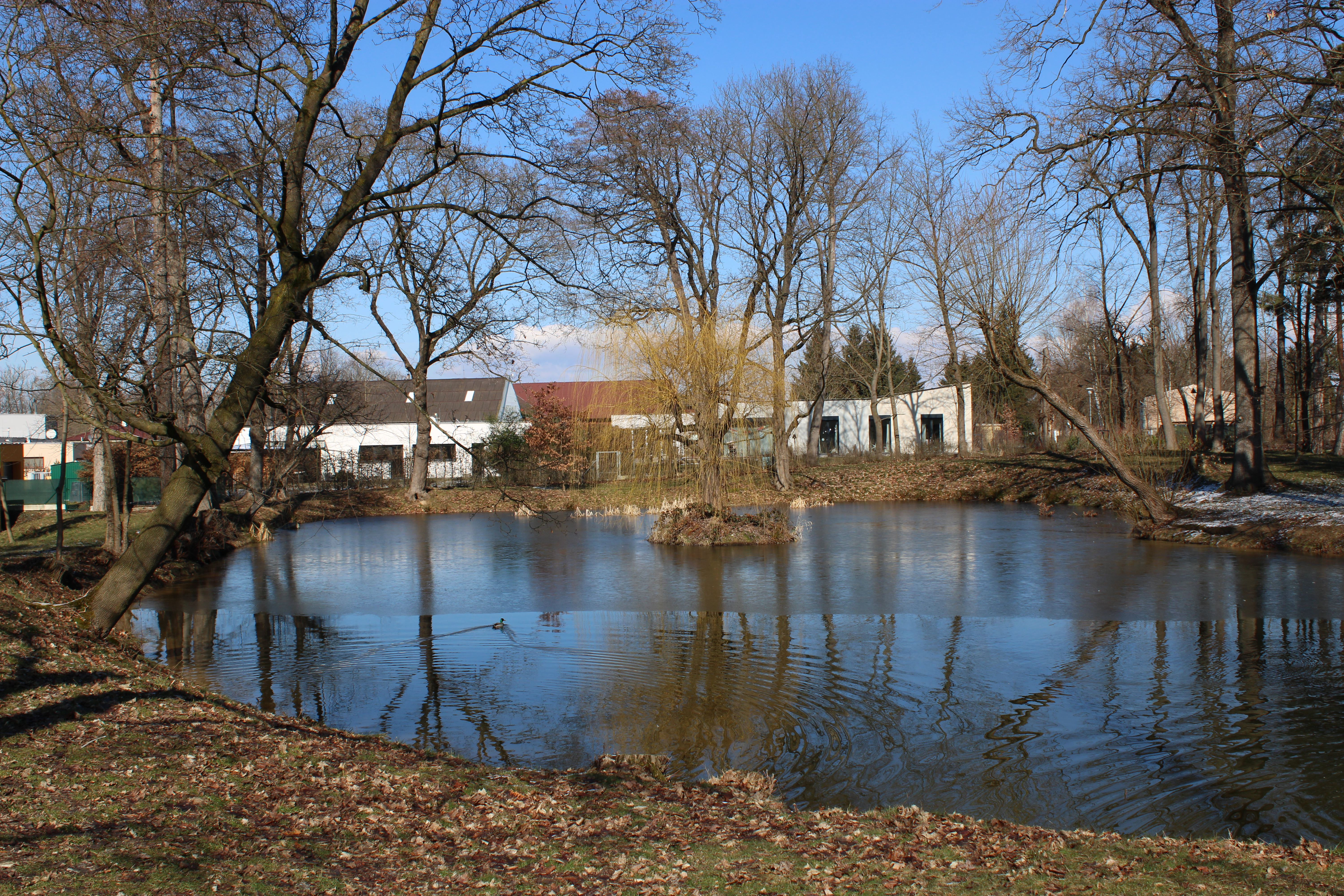
Étang du château.

## Transports
Par la route, Boršov nad Vltavou se trouve à 9 km de České Budějovice et à 160 km de Prague.

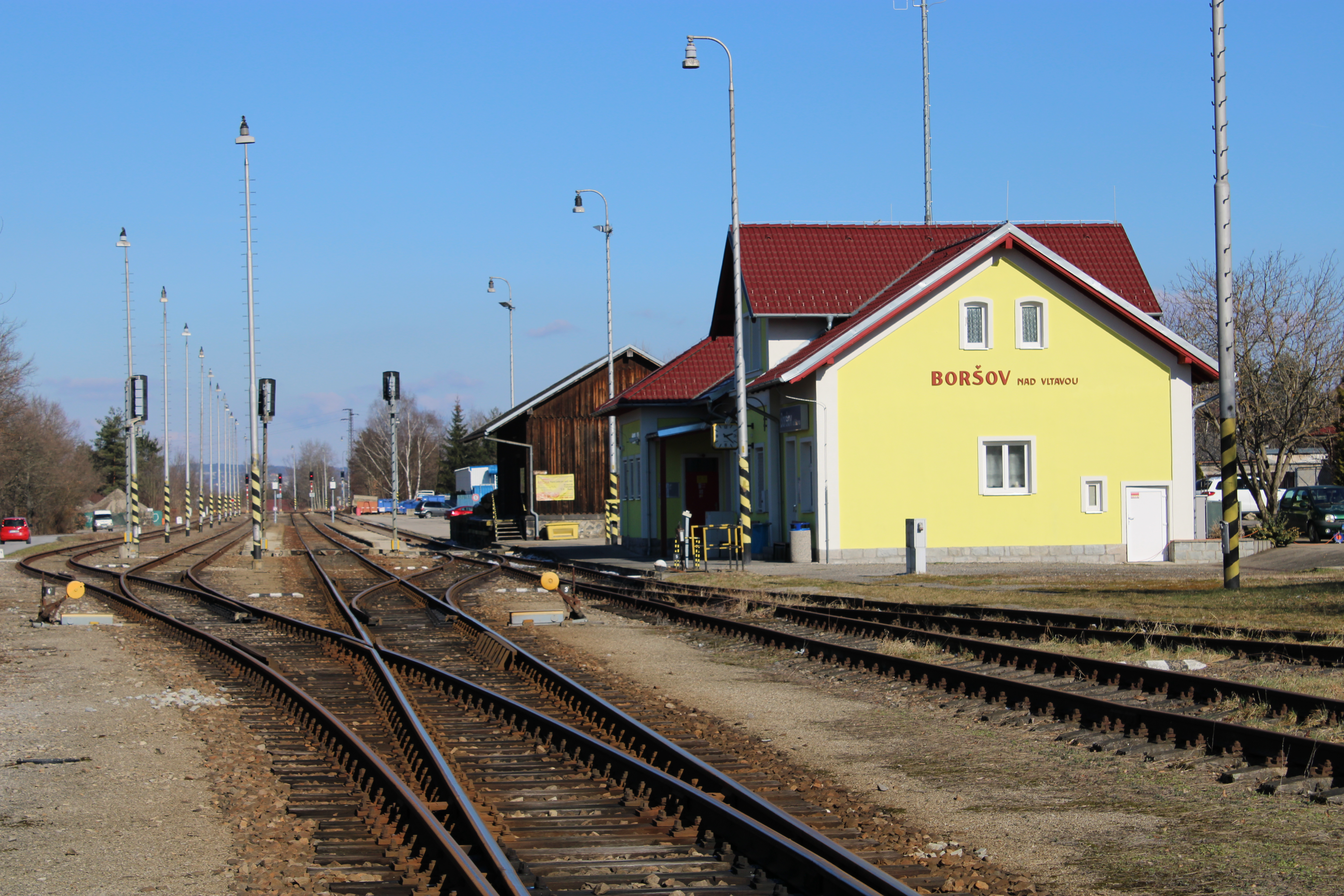
Gare ferroviaire.
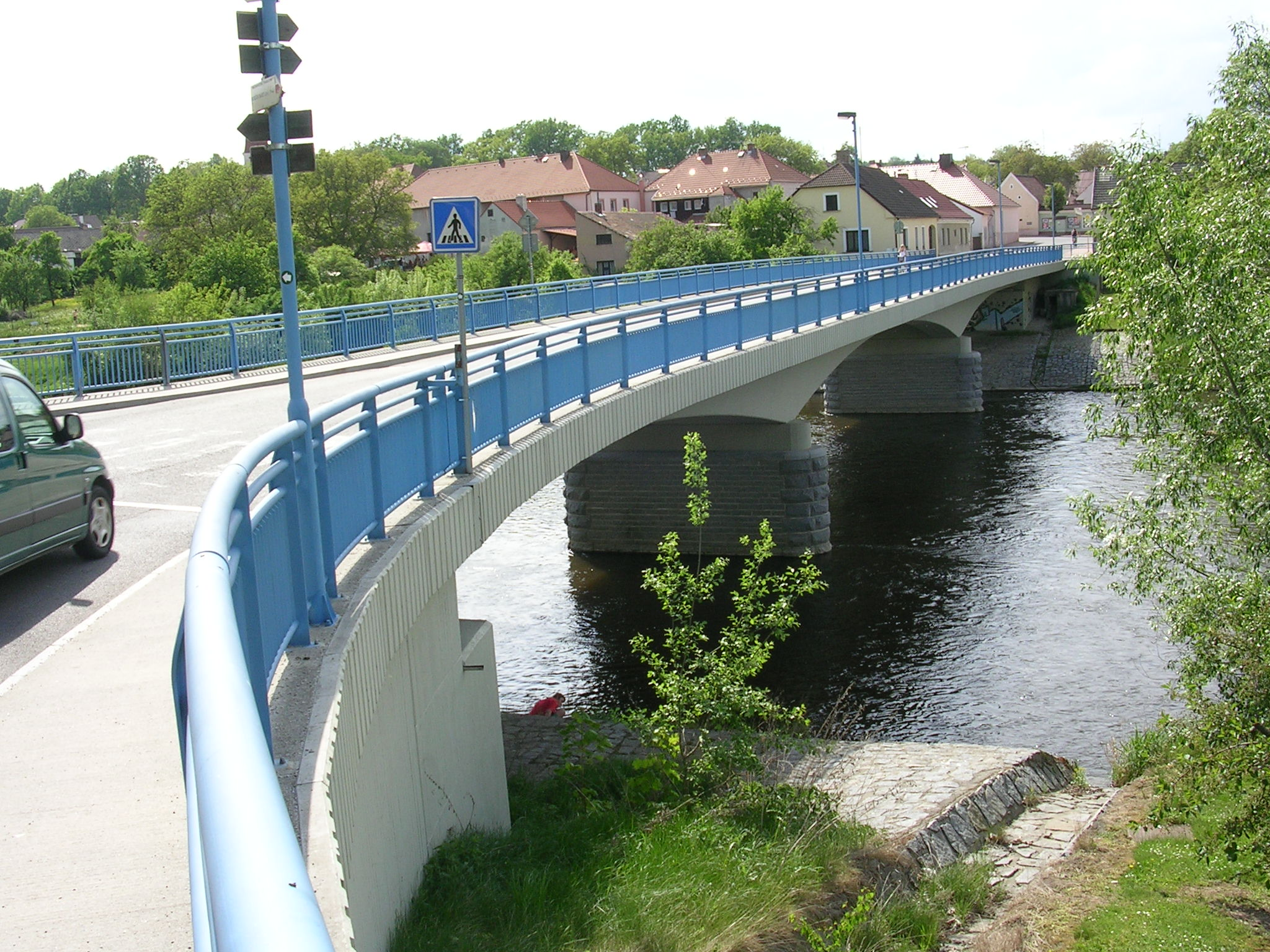
Pont sur la Vltava.